# Ohio (staat)
Ohio (OH) is een van de staten van de Verenigde Staten. De staat ligt in het Midden-Westen en heeft Columbus als hoofdstad. Naar oppervlakte is het de 34e staat van de Verenigde Staten, naar inwonertal (bijna 11,5 miljoen) de zevende
en naar bevolkingsdichtheid de negende.
Ohio staat bekend als de Buckeye State (verwijzend naar de boomsoort 'gladde pavia' of Ohio Buckeye Tree), reden waarom de inwoners van Ohio ook wel Buckeyes worden genoemd. Andere bijnamen zijn The heart of it all, Birthplace aviation (omdat de gebroeders Wright in deze staat begonnen waren) en The mother of modern presidents.
Ohio heeft te maken met een negatief netto migratiecijfer en een toenemende werkloosheid.

## Geschiedenis
De Engelse naam 'Ohio' gaat terug op het Irokese woord ohij-yo’, dat 'grote stroom' betekent. Wat nu de staat Ohio vormt lag oorspronkelijk in het oosten van het Noordwestterritorium, dat het gebied vormde tussen Pennsylvania in het oosten, de Ohiorivier in het zuiden, de Mississippi in het westen en de Grote Meren in het noorden. Ohio trad toe tot de Amerikaanse Unie als de 17e staat (en als eerste van de Noordwestelijke Ordonnantie) op 1 maart 1803. In 1835 vond er tussen Ohio en Michigan een conflict plaats om het bezit van een stuk grond dat bekendstaat als de Toledo Strip. De eerst bekende uitbraak van varkenspest in de wereld vond plaats rond 1831 in Ohio.
Tijdens de Amerikaanse Burgeroorlog behoorde Ohio tot de Unie.
In 1832 werd het Ohio and Erie Canal geopend, dat de Ohiorivier en Lake Erie met elkaar verbond. Dit in combinatie met de grondstoffen die in de staat gewonnen werden leidde er tot sterke industrialisatie, met name in Cleveland en Akron. Dit zou na verloop van tijd tot zware milieuvervuiling leiden van de rivieren en Lake Erie. 
De bevolking van Ohio, gevormd uit emigranten van heel Europa, kwam na het uitbreken van de Eerste Wereldoorlog in actie voor de getroffen Europeanen. De Woman's Auxiliary coördineerde de inzameling door kerken, scholen en vrouwenorganisaties van voedsel en andere hulpgoederen, en stuurden begin 1915 een eerste scheepslading naar België. Daarna volgden er nog vele. Dat de Amerikaanse gezant in Brussel, Brand Whitlock uit Urbana, Ohio kwam, was zeker geen toeval.
In 1969 vlogen olieresten op de Cuyahoga in brand. Dit was al vaker gebeurd en ook omvangrijker, maar deze keer was het op televisie te zien met als gevolg dat deze brand een van de redenen was om in 1972 de Clean Water Act aan te nemen.

## Geografie
De staat Ohio beslaat 116.091 km², waarvan 106.154 km² land.
Ohio grenst in het noorden aan de staat Michigan en het aan de overkant van Eriemeer gelegen Canada. In het westen grenst het aan Indiana, in het oosten aan Pennsylvania en in het zuiden vormt de Ohiorivier grotendeels de grens met de staten West Virginia en Kentucky. Ohio behoort tot de Eastern-tijdzone.
De noordelijke helft van de staat is vrij vlak, het zuiden is wat heuvelachtiger. Het hoogste punt is de top van Campbell Hill (472 m). Ohio telt meer dan 2500 meren.

## Demografie en economie
In 2000 telde Ohio 11.353.140 inwoners (98 per km²), ongeveer een vierde daarvan is van Duitse afkomst. Het bruto product van de staat bedroeg in 1999 362 miljard dollar.
De grootste stad in Ohio is hoofdstad Columbus. Andere grote plaatsen zijn Cincinnati, Toledo, Akron, Cleveland en Dayton. Naar agglomeratie van steden  komt Cleveland met afstand op de eerste plaats.

## Bestuurlijke indeling
Ohio is onderverdeeld in 88 county's.

## Bestuur en politiek
Het bestuur van Ohio bestaat uit een uitvoerende macht onder leiding van de gouverneur van Ohio, een wetgevende tak met de Ohio General Assembly (Algemene Vergadering van Ohio) als centraal orgaan, en een rechterlijke macht onder controle van het Hooggerechtshof van Ohio. Tegenwoordig bezet Ohio 18 zetels in het Huis van Afgevaardigden.
De huidige gouverneur van Ohio is Mike DeWine van de Republikeinse Partij. Hij werd verkozen bij de gouverneursverkiezingen van 2018 en trad aan op 14 januari 2019.
Ohio is een van de swing states tijdens de presidentsverkiezingen. De staat wordt als een goede voorspeller van de Amerikaanse presidentsverkiezingen gezien omdat de bevolking een goede dwarsdoorsnede van de Amerikaanse bevolking vormt. Sinds de verkiezingen van 1896 is het slechts drie keer voorgekomen dat de winnaar in Ohio niet ook de winnaar in de Verenigde Staten werd. Deze uitzonderingen waren Franklin Delano Roosevelt in 1944, John F. Kennedy in 1960 en Joe Biden in 2020.
De staat wordt ook wel The mother of modern presidents genoemd omdat zeven presidenten in Ohio geboren zijn: Benjamin Harrison (23), Ulysses S. Grant (18), Rutherford Hayes (19), James Garfield (20), William McKinley (25), William Howard Taft (27), en Warren Harding (29).

## Cultuur
Sinds 1934 wordt elk jaar in Akron de Soap Box Derby gehouden, het wereldkampioenschap zeepkistracen. In Ohio wonen na Pennsylvania de meeste Amish, in 2020 was hun aantal 78.280.